# Phtheirospermum
Phtheirospermum é um género botânico pertencente à família Orobanchaceae.

## Espécies
| - Phtheirospermum auratum - Phtheirospermum chinense - Phtheirospermum esquirolii - Phtheirospermum glandulosum | - Phtheirospermum japonicum - Phtheirospermum muliense - Phtheirospermum parishii - Phtheirospermum tenuisectum |